# Juan Díaz Porlier
Juan Díaz Porlier (Cartagena de Indias, 1788-La Coruña, 1815) fue un militar español perteneciente a una importante familia afincada en la América española. Su abuelo, Antonio Porlier y Sopranis, nacido en La Laguna, hijo del cónsul de Francia en las Canarias, fue fiscal pretorial de la Real Audiencia de Lima, siendo nombrado en 1773 para el mismo cargo en el Consejo de Indias en Madrid. Su abuela María Pereyra de Hoyos estuvo casada con el virrey de Nueva Granada, Juan de Torrezar Díaz Pimienta. Hijo natural del coronel Esteban Porlier Asteguieta, su tío, el célebre oficial de la Armada, Rosendo Porlier y Asteguieta se hace cargo de él en La Habana el 20 de febrero de 1802. A su lado participa en calidad de voluntario en la batalla del Cabo Finisterre el 22 de julio de 1805 y en la Batalla de Trafalgar el 21 de octubre de ese mismo año, embarcado en el navío Príncipe de Asturias.

## Guerra de la Independencia (1808-1813)

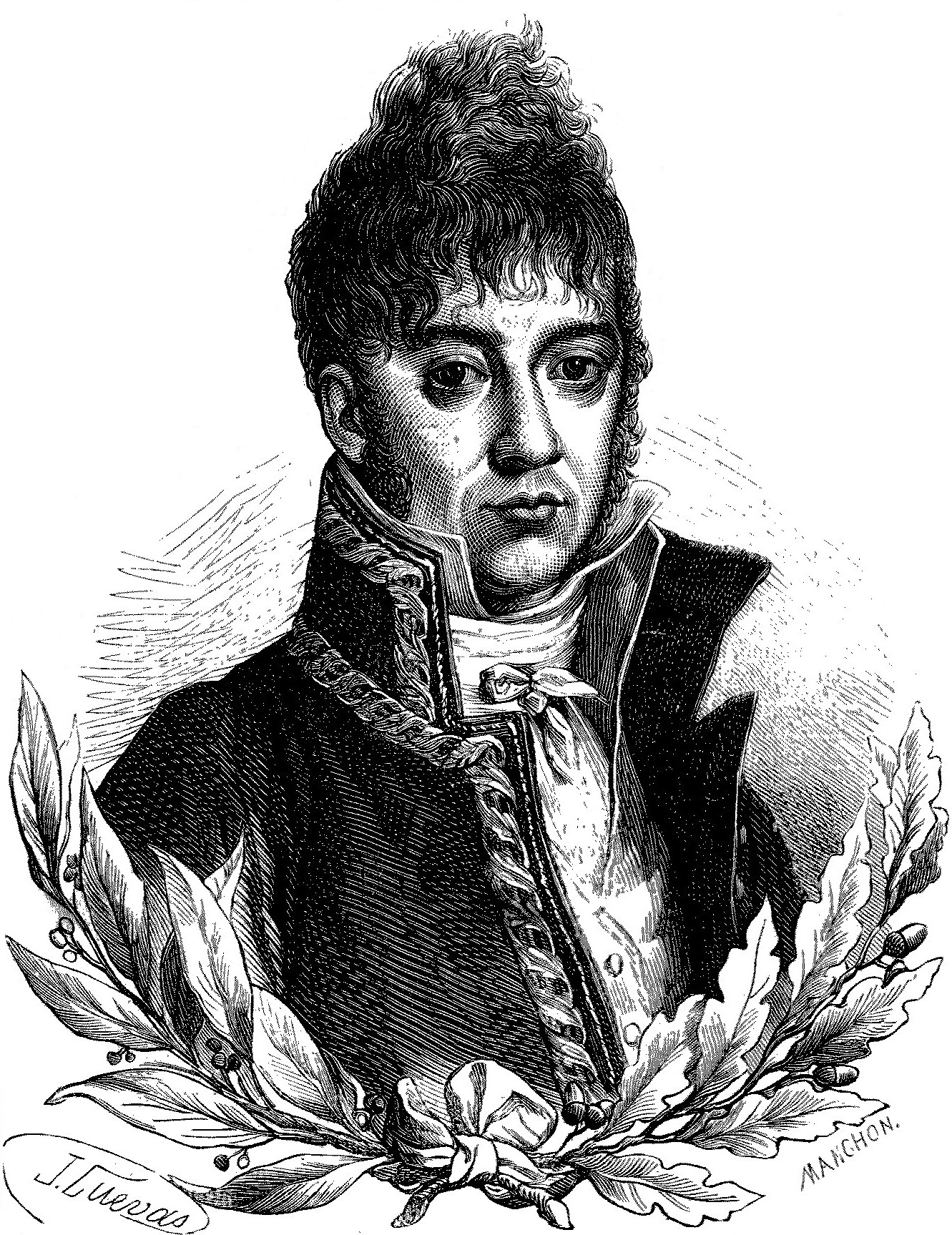
Retratado en La Ilustración Gallega y Asturiana (1880)

Tras la batalla, y viendo que la Armada había quedado sin navíos, Porlier solicita el traslado al Ejército como muchos otros marinos, y en enero de 1806 es capitán en el Regimiento de Infantería de Mallorca. La guerra de la Independencia lo encuentra, como teniente coronel de Granaderos y con veinte años de edad, en el Ejército de Extremadura que se dirige al norte peninsular. El 10 de noviembre de 1808 este ejército es barrido humillantemente por las fuerzas imperiales francesas a las puertas de Burgos (batalla de Gamonal). Porlier protagoniza uno de los escasos episodios heroicos de la batalla oponiendo una gran resistencia. Tras defender la posición que le había sido asignada en las estribaciones de Villimar, decide efectuar una retirada ordenada una vez que las bajas superan los 400 hombres. El día 12 se entera en San Felices de que las fuerzas españolas han sufrido otra derrota en Espinosa de los Monteros (Burgos).
Estos hechos, junto al fracaso de Trafalgar, le hacen reflexionar sobre la ineficacia de la guerra convencional y a partir de entonces se dedicará a preparar a sus hombres del regimiento de granaderos para la más provechosa guerra, la de guerrillas, en la que luchará durante seis años. Se le encargó agrupar a los dispersos del ejército de Extremadura y constituir una partida en la localidad de San Cebrián de Campos (a tres leguas de Palencia). Un mes después de la batalla de Gamonal, el grupo, al que se habían incorporado algunos paisanos, contaba ya con una cierta consistencia. Gracias a ello pudo emprender en enero acciones contra destacamentos franceses en Frómista, Rivas y Paredes de Nava, logrando liberar a prisioneros ingleses y capturar a varios oficiales franceses.
A comienzos de 1809 su fama se incrementó gracias a la conquista de Aguilar de Campoo, donde capturó 400 prisioneros franceses. Este éxito le granjeó el ascenso a brigadier, otorgado por la Junta Central. En mayo el marqués de la Romana dio orden de que los restos de los tres batallones cántabros, que en la zona de Liébana mandaba el general don Julián Albo, se reuniesen bajo las órdenes del joven general. Este las agrupó en un solo regimiento y creó además un Regimiento de Castilla, un cuerpo de caballería y una compañía de artillería con quintos reclutados en el territorio controlado por el enemigo. La incorporación de estas tropas le proporcionó los sargentos y oficiales de los que había carecido hasta entonces. Gracias a ello, mejoró notablemente el nivel de instrucción y de disciplina y pudo formar nuevos suboficiales y cabos. En junio de ese año sus tropas lograron interceptar entre Aguilar de Campoo y Reinosa más de 100 carros de trigo y de vino. Sin embargo, tras internarse en la provincia de Santander con la intención de reclutar a más hombres, sufrió un descalabro por haber destinado a su caballería a otros cometidos y se vio obligado a retirarse. Más tarde se colocó bajo las órdenes del mariscal de Campo don Francisco Ballesteros, hasta que por causa de una ofensiva francesa, tuvo que retirarse hasta Santoña, en donde recogió dos cañones, apresó a un oficial enemigo, hizo unos cincuenta prisioneros y alistó a varios mozos.
La zona de operaciones de Porlier se extenderá entre el Duero y el Cantábrico, colaborando tanto con el Ejército de Galicia y Asturias como con la Armada británica. En diciembre de 1809 se encontraba operando en la zona de Pradilla y Valgañón, en el límite de las provincias de Burgos y Logroño con más de 2.000 hombres. Porlier aspiró siempre a transformar su unidad en una división bien instruida y disciplinada, por lo que perserveró en su entrenamiento.

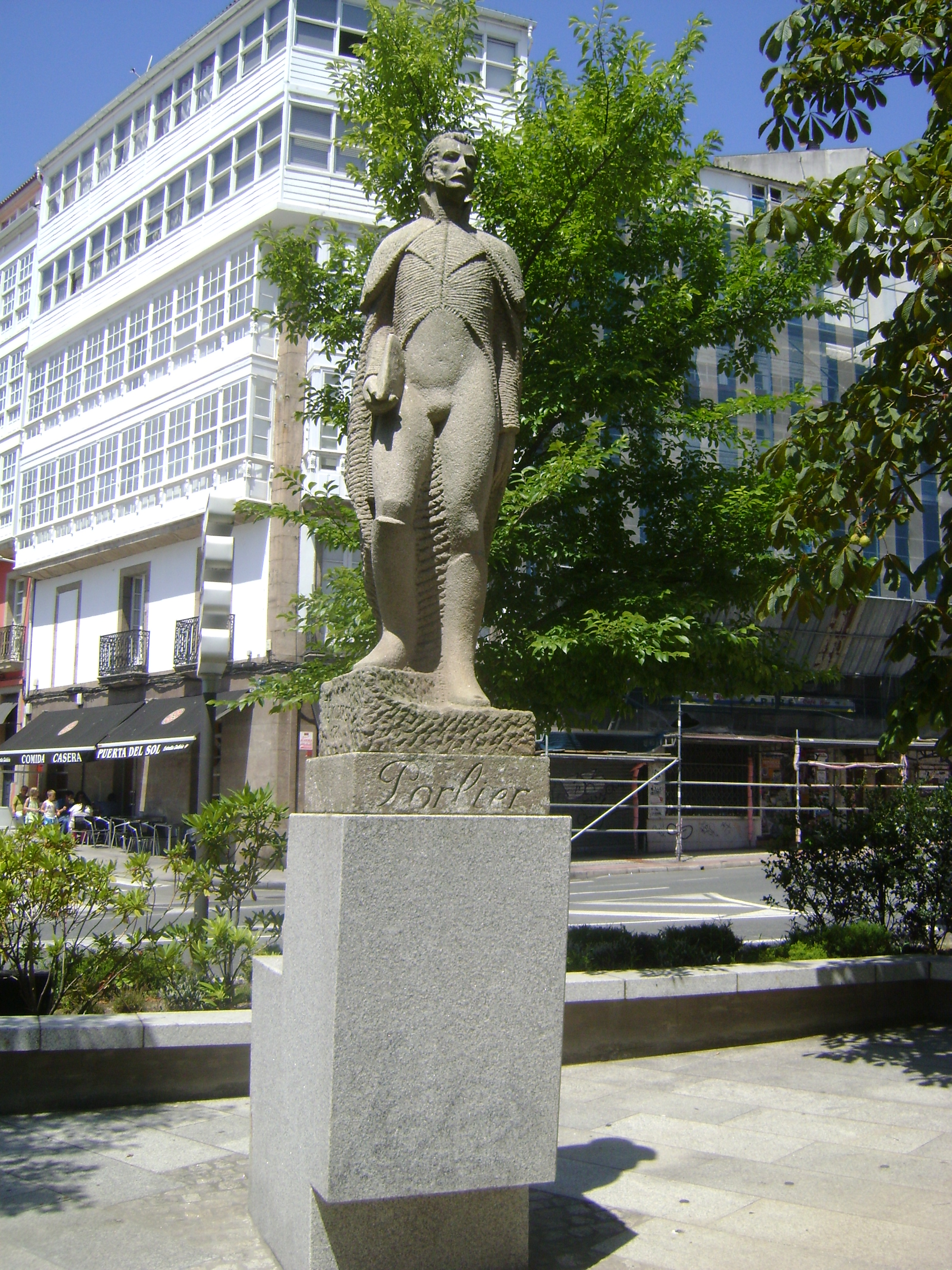
Monumento erigido a Juan Díaz Porlier en La Coruña, en el lugar de su ejecución.

A comienzos de 1810 Juan Díaz Porlier formaba parte del ejército de Asturias con unos 1000 hombres, que constituían la división volante llamada de Cantabria. Tras una reciente incursión por la zona de La Rioja, su grupo se encontraba apostado al sur de la Cordillera Cantábrica, en la parte del puerto de Tarna, cerca de la frontera con León.
A partir del 25 de enero la división del general Bonet, que había emprendido una ofensiva desde Cantabria contando con unos 5.300 hombres, había logrado ocupar Llanes, Ribadesella e Infiesto. En febrero de ese año Porlier acudió desde Tarna a Infiesto. En ese lugar derrotó a un destacamento francés capturando muchos prisioneros y bagajes, cortando además las comunicaciones del enemigo con Cangas de Onís. Avanzó después con algunos infantes y jinetes a lo largo de la costa, situándose entre Avilés y Oviedo, donde contactó con el resto de las fuerzas españolas, a las que se iban incorporando soldados dispersos en combates anteriores. Sumaban en total unos 2300 combatientes cuyo mando efectivo lo ejercía por entonces el coronel Moscoso, que había llegado desde Galicia por orden del general Mahy. El 31 de enero Bonet se había hecho con la capital asturiana, por lo que los españoles decidieron cruzar el Nalón y atacar al enemigo el 5 de febrero. El día 10 Porlier efectuó una incursión hacia Oviedo al mando de 50 jinetes y 300 infantes. Entretanto, Moscoso solicitaba la ayuda de Mahy desde Galicia y del general don Juan José García, acantonado en el Bierzo. Bonet se replegó el 12 sobre Pola de Siero para restablecer sus comunicaciones con Cangas de Onís. El día 13 las tropas del brigadier don Pedro de la Bárcena apoyadas por los jinetes de Porlier se lanzaron en su persecución. El teniente general Nicolás de Llano Ponte, que tenía órdenes de respaldarlos marchando tras ellos, prefirió entrar en Oviedo para recibir el homenaje de la población. Aprovechando el aislamiento de la infantería de Bárcena y de los jinetes de Porlier, la niebla que ocultaba sus movimientos y una espesa nevada, Bonet procedió a contraatacar el 14, de modo que la reconquista de Avilés por Porlier y de Oviedo por Llano Ponte resultó efímera. Pese a que los asturianos contaban con 7000 hombres, Bonet los obligó a retirarse hasta el Navia, quedando Porlier en Pravia, a la izquierda del Nalón. De esta fecha se conserva una carta enviada por el coronel Moscoso a Mahy en la cual le informa de que le habían llegado noticias de que Polier había "tenido diputaciones de algún concejo para nombrarlo jefe de la provincia". Aunque el mismo Porlier lo había puesto al corriente de esto, haciéndole saber además que se encontraba enfermo, Moscoso recelaba de su actitud, puesto que en esa fecha se mantenía en Oviedo pese a la necesidad de que sus tropas se enfrentasen al enemigo. Añadía que temía que pudiese prestarse a esta conjura dado que era "un joven; por consiguiente, ambicioso y fácil de alucinar".
La llegada el 24 de febrero de 1700 hombres enviados por Mahy desde Galicia y las escasas tropas de las que Bonet disponía, por haber dejado a parte de sus hombres como guarnición de las localidades de las que se había ido apoderando, permitieron la reorganización de los españoles. A principios de marzo la Junta del Principado nombró a don José Cienfuegos y Jovellanos, antiguo director de la Fábrica de Armas de Oviedo y de la Fundición de Trubia, capitán general del Ejército de Asturias en sustitución del general Arce, el cual había presentado su renuncia. El coronel Moscoso, por su parte, fue ascendido a brigadier. Según este, Porlier se resistió a reconocer a Cienfuegos y realizó algunos movimientos sospechosos con sus tropas, que se interrumpieron al comprobar que la Junta estaba dispuesta a hacerles frente.
El 19 de marzo de 1810 Porlier salió de Ribadeo y desembarcó en Asturias detrás de las líneas enemigas, forzando una retirada hacia Oviedo. Sin embargo, tras una serie de ofensivas y contraofensivas, los franceses ocuparon en abril la mayor parte del occidente asturiano, apoyadas desde el 26 por las tropas que habían conquistado Astorga para los imperiales.
A principios de julio partió una vez más de Ribadeo con unos 7500 hombres entre ingleses y españoles, a bordo de seis fragatas británicas mandadas por el comodoro Mends y de ocho lanchas españolas armadas. Bajo sus órdenes servían los coroneles Escalera y Carlena, el teniente coronel marqués de Villa Alcázar y los capitanes Velarde y Riva, todos ellos naturales de los valles santanderinos. El día 5 desembarcó a media milla de Santoña, la cual estaba defendida por solo 120 franceses, entre los que se contaban sólo 20 soldados de caballería. Tras hacerles al día siguiente 27 prisioneros y algunas bajas, los obligó a retirarse hacia Laredo, desde donde pasaron a Castro-Urdiales. En el puerto se apoderó de 50 embarcaciones y destruyó algunos cañones. A su regreso hacia Santander batió en Galizano a un destacamento de 250 hombres, a los que tomó algunos caballos, armas y pertrechos. Según algunos testimonios, parece que su intención era la de unirse a las partidas guerrilleras de Cubillas y Campillo y sublevar al paisanaje contra las tropas de ocupación. A causa de la reacción de los franceses, que habían enviado refuerzos desde Santander, se hizo de nuevo a la mar sin que los hombres que se habían incorporado a las partidas del interior tuviesen tiempo de actuar. Desembarcó en Bermeo el 10 de julio. Ni el general Avril, ni el general Thouvenot, gobernador francés de Vizcaya, disponían de tropas suficientes para hacerle frente. Gracias a ello, los hombres de Porlier pudieron saltar a tierra durante el día y regresar a sus embarcaciones por la noche repetidamente, auxiliados en ocasiones por las embarcaciones de los pescadores. Ello les permitió destruir baterías y fuertes enemigos, arrojando al mar más de 100 cañones y gran cantidad de municiones. Aprovechó la oportunidad para proveer de armas a los paisanos, con las que pudiesen oponerse al invasor. El 22 de julio la expedición regresó a La Coruña llevando con ellos a 200 prisioneros y a 300 voluntarios vizcaínos, sin que por falta de espacio pudiesen transportar a más. Así mismo, procedieron a convoyar cinco quechemarines y un buque mercante estadounidense que había sido apresados durante la expedición. Pese a todo, Mahy no se sintió completamentamente satisfecho de los resultados, dado que no se había logrado el objetivo de distraer las tropas de Bonet, que a finales de julio operaban con éxito en el occidente asturiano.
El 5 de agosto una nueva expedición zarpó del puerto coruñés, desembarcando en la ensenada de Cuevas del Mar, a unos diez kilómetros de Ribadesella. Marchó hacia el interior sobre el pueblo de Potes y recorrió los límites de Cantabria y Asturias, cortando las comunicaciones de Bonet con Santander. Sus tropas batieron a los pequeños destacamentos que el general Avril había enviado contra ellos desde Bilbao. Además, obligaron a tropas destacadas en Asturias y en Burgos a empeñarse sin éxito en su persecución. Más tarde se dirigió hacia Asturias y atacó Gijón el 16 de octubre, para apoyar el desembarco de las tropas del mariscal de campo don Mariano Renovales. La brigada de Renovales, que había zarpado de La Coruña a bordo de los mejores barcos que se encontraban entonces en el puerto de Ferrol y con el apoyo de cuatro fragatas británicas, no saltó a tierra hasta el 18 debido al mal tiempo. La guarnición francesa, que constaba de 700 hombres, pudo retirarse sin problemas a Oviedo, en donde se hallaba Bonet. Porlier y Renovales se vieron pronto amenazados por este, que al mando de 2500 soldados contraatacó inmediatamente. Renovales se reembarcó en la noche del 19 y Porlier regresó al interior de la provincia.
En diciembre de 1810 formó el Regimiento Provincial de Laredo de infantería de línea, los Batallones de infantería ligera I, II y III de cazadores y el escuadrón de Húsares de Cantabria. A comienzos de 1811 Porlier fue designado como jefe de la vanguardia del nuevo 7.º Ejército, el cual debía organizarse en Potes bajo las órdenes del general Gabriel Mendizábal. Sabemos que con fecha de 15 de julio de ese año, estaba integrada por las siguientes unidades: Regimiento Provincial de Laredo, 1.ºCántabro, Batallón de tiradores de Cantabria, Guardias Nacionales, Observadores de Guipúzcoa, Observadores de las Encartaciones y Escuadrón de Húsares de Cantabria. Sumaban un total de 4.247 hombres. El 4 de agosto logró entrar en Santander partiendo de Potes, pero los franceses la recuperarían poco después.
El 4 de mayo de 1812 por orden de Mendizábal, Porlier se presentó en Sasamón (Burgos) con algunas compañías de cazadores y granaderos de los regimientos de Laredo y Primero Cántabro para reconocer si era posible apoderarse del fuerte que los franceses tenían en la localidad. Pese a encontrar una notable resistencia se apoderó del pueblo, motivo por el cual el enemigo se refugió dentro de la iglesia, sin que lograsen reducirlo. El 2 de agosto entró por tierra en la plaza de Santander, mientras las fuerzas navales la atacaban simultáneamente. Con anterioridad había cortado las comunicaciones entre las guarniciones de esta ciudad y de Torrelavega, lo que obligó al general Caffarelli a proteger su retirada. En ese mismo mes los franceses abandonaron Reinosa, punto clave en las comunicaciones de estas tropas con Madrid y Palencia. Por este motivo, su presencia en la plaza había sido hostigada reiteradamente por Porlier y Campillo, lo cual los obligó a protegerla con numerosos efectivos. El 12 de febrero de 1813 los españoles retomarían Laredo, pero los franceses lograron retener Santoña durante el resto de la guerra.
Los éxitos de Porlier en León, Valladolid, Palencia, Asturias y Santander llevaron a la Regencia a ascenderlo al grado de general. En esta etapa, recibió el apodo de el Marquesito o El Marquesillo debido a que, con el fin de reunir voluntarios, se hacía pasar por sobrino de Don Pedro Caro Sureda, marqués de la Romana y héroe del regreso de la división española enviada en apoyo de Francia a Dinamarca en 1807.[cita requerida]
El 31 de agosto de 1813 Porlier participó con sus tropas en la victoria de San Marcial, integrado en el flanco izquierdo del 4.º ejército español que mandaba el general Freire, el cual sumaba en total unos 10 000 hombres. Durante la lucha, logró defender con éxito las alturas de San Marcial frente al segundo ataque de las tropas del mariscal Soult.
El 31 de diciembre de ese mismo año se reorganizaron las tropas, disolviéndose el 6.º ejército e integrándose sus tropas en el 4.º ejército. En esa fecha Porlier se encontraba al mando de la 5.ª división, que constaba de 6.240 hombres. La 5.ª división, que incluía el 1.º Regimiento cántabro y los de Laredo, los batallones 1.º, 2.º y 3.º de tiradores de Cantabria y el de tiradores de La Bureba, se hallaba empeñada en el bloqueo de Santoña.
Contrajo matrimonio con una hermana del conde de Toreno, Josefa Queipo de Llano y Ruiz de Saravia, algo mayor que él, y con la que tuvo una hija, Juana, que falleció en Bilbao, el 23 de enero de 1814. Durante el desarrollo de la Guerra de la Independencia, Porlier estuvo siempre muy atento a cuanto sucedía en el resto de España, manteniendo corresponsales en diversas ciudades y recibiendo periódicos de todos aquellos sitios. Para ello utilizaba el evidenciador seudónimo de Juan de Cartagena, en clara alusión a su lugar de nacimiento, Cartagena de Indias.

## Pronunciamiento de 1815 en La Coruña
Acabada la guerra, con el grado de mariscal de campo y como tantos otros héroes que habían posibilitado la vuelta de Fernando VII a España y al trono, disconforme con la vulneración de la Constitución gaditana que hizo aquel monarca, al no gustarle el régimen salido del Manifiesto de los Persas, inicia conversaciones con otros individuos que sintiendo España están en contra de Fernando VII. Traicionado por su propio secretario, el amanuense Agapito Alconero, en la madrugada del 29 de mayo es detenido en Madrid y condenado el 16 de julio a cuatro años de cárcel. Para cumplirlos es llevado a La Coruña, Galicia (1814), siendo encerrado en el Castillo de San Antón, de donde sale en prisión atenuada para tomar baños medicinales en el vecino pueblo de Arteijo, por lo que el 19 de agosto pasa con su esposa a residir en el lugar de Pastoriza en la casa de un correligionario, el acomodado comerciante de origen palentino don Andrés Rojo del Cañizal, en la cual prepara el pronunciamiento que inicia en su retorno a La Coruña en la noche del 18 al 19 de septiembre de 1815, llegando a la ciudad hacia la una de la madrugada. Con la ayuda de varios oficiales asturianos que habían combatido junto a él, hizo prisionero al capitán general y a las autoridades militares. Tras hacerse con el control de la plaza en menos de dos horas, proclama la Constitución de 1812. En un manifiesto liberal de carácter moderado, exhortaba a la nobleza y a la burguesía a colaborar con la monarquía constitucional en la cual debían de ser respetadas tanto "las prerrogativas del trono como los derechos de la nación". Solicitaba la convocatoria de Cortes elegidas por el pueblo, las cuales deberían tener la libertad de realizar en la mencionada constitución los cambios que exigía la situación.
Consiguió el respaldo de una parte de los comerciantes de la ciudad, entre los que destacaban Juan de Vega y Pedro de Llano, así como de prácticamente todas las fuerzas militares acantonadas en ella y en la base naval de Ferrol. Siguiendo sus órdenes, para unirse a él salió de esta última ciudad al frente del primer batallón del sexto regimiento de marina, el brigadier de la Real Armada don Ramón Romay y Jiménez de Cisneros. El día 21, al frente de varios cuerpos sublevados que sumaban 864 hombres, se dirigió a Santiago de Compostela con intención de que las autoridades y cuerpos militares allí acuartelados se uniesen al pronunciamiento.

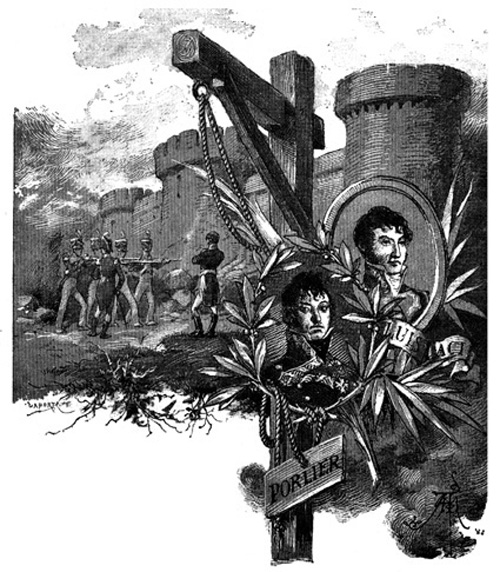
Fusilamiento del general Lacy, medallones de Lacy y Porlier. Ilustración de La segunda casaca de Benito Pérez Galdós (1884).

Entre tanto, las tropas reunidas en Santiago por el arzobispo Rafael de Múzquiz y Aldunate y el general Pesci avanzaron hasta Sigüeiro bajo las órdenes del general don José Javier de Imaz y Altolaguirre, a la sazón comandante militar de aquella plaza.
En un descanso en el camino, en el Mesón de Deus, o de Viqueira como también se le conoce, sito en el lugar de Merelle, a la entrada del pueblo de Órdenes, mientras escribía al lado de la lumbre, Porlier fue traicionado por un grupo de 39 sargentos del 6.º Regimiento de Marina comprados por un agente infiltrado en la columna. Los sargentos mandados por Antonio Chacón logran tomarlo prisionero junto con sus oficiales. Sus tropas, al verse sin jefes, no ofrecen resistencia. La acción comienza hacia las 10 de la noche y a las dos y media de la madrugada el sargento 2.º Juan Félix Chaves, de la 1.ª compañía de cazadores de marina es enviado con un aviso para el general Imaz, en el que se le ponía al corriente de lo acontecido. En las primeras horas del día 22 Porlier es detenido por el juez don Tomás Antonio de la Iglesia al frente de un grupo de paisanos de la jurisdicción de Folgoso.
Llevado primero a Santiago de Compostela en secreto, pasa después a La Coruña en donde es encausado por el capitán general don Felipe Augusto de Saint-Marcq. El 22 de septiembre comienzan los interrogatorios en la Real Audiencia y Capitanía de La Coruña y el día 26 se oficia que:

[...] Don Juan Díaz Porlier, que continúa negativo y todo bien examinado, le ha Condenado y Condena por unanimidad de votos al nominado ex Mariscal de Campo. Dn. Juan Díaz Porlier á que precediendo la degradación sufra la pena de Horca que señala el artº. 26, artº. 8.º titº. 10.º de las Reales ordenanzas;...

Pasó sus últimos días en el castillo de San Antón en donde redactó su propio epitafio:

Aquí yacen las cenizas de D. Juan Díaz Porlier, General de los ejércitos españoles. Fue dichoso en cuanto emprendió contra los enemigos de su patria y murió víctima de las disensiones civiles. Almas sensibles respetad los restos de un desgraciado.

Al haber sido degradado no se le concedió el ser fusilado, como hubiese correspondido a su profesión y rango. Fue ahorcado en La Coruña en el Campo da Leña (actualmente Plaza de España, donde existe una estatua suya) el 3 de octubre de 1815, a donde se le condujo a lomos de un burro, vestido con una levita verde. Después, fueron quemados públicamente sus proclamas y escritos. Todas las casas y tiendas de la ciudad permanecieron cerradas en señal de duelo. Tras la ejecución se llevó a cabo un proceso contra los participantes militares en el levantamiento. A finales de 1819 todavía permanecían muchos de ellos encausados y presos. En cambio, al igual que el brigadier Romay, la mayor parte de los responsables civiles habían logrado huir al extranjero.
Falleció, pues, Porlier a los 26 años, quedando su viuda doña Josefa Queipo de Llano encerrada en una celda del pequeño Colegio de las Huérfanas en Betanzos (La Coruña) que regentaban las monjas agustinas, bajo la custodia del escribano de aquella ciudad don Feliciano Vicente Faraldo. Este funcionario, de ideas absolutistas y padre del escritor y político liberal y provincialista Antolín Faraldo, llegó a impedirle durante cinco años el abrir los baúles en los que se conservaban los objetos personales de su marido. Sólo gracias al pronunciamiento liberal de 1820, logró recuperar la libertad. El 4 de mayo de ese año fueron trasladados sus restos mortales desde la capilla de San Roque al convento de San Agustín en pública procesión. La reposición de Fernando VII como rey absoluto por la intervención del duque de Angulema y los Cien mil hijos de San Luis, llevó a los liberales a ocultar sus restos para evitar que fuesen profanados. Al parecer regresaron a la mencionada capilla de San Roque, siendo colocados bajo el altar de San Antonio.